# Esteban Escudero Torres
Esteban Escudero Torres (Valencia, 4 febbraio 1946 – Valencia, 2 maggio 2025) è stato un vescovo cattolico spagnolo.

## Biografia
Esteban Escudero Torres nacque a Valencia il 4 febbraio 1946.

### Formazione e ministero sacerdotale
Frequentò le scuole primarie e secondarie al collegio dei padri agostiniani di Valencia.
Nel 1963 entrò nel seminario metropolitano di Moncada. Conseguì la licenza in teologia presso la Pontificia Università di Salamanca nel 1970 e la laurea in filosofia pura presso l'Università di Valencia nel 1974. Durante gli studi civili a Valencia, collaborò attivamente con la Commissione diocesana del Movimento Giovanile. In questo contesto organizzò corsi di formazione religiosa e laboratori sulle tecniche del tempo libero per gli educatori dei vari Centri Junior della diocesi.
Durante il periodo di diaconato prestò servizio nella parrocchia di San Martino a Valencia. Il 12 gennaio 1975 fu ordinato presbitero per l'arcidiocesi di Valencia. In seguito fu vicario parrocchiale della parrocchia dell'Assunzione della Beata Vergine Maria a Carlet dal 1975 al 1978. Nel 1978 fu inviato a Roma per studi. Nel 1986 conseguì il dottorato in filosofia presso la Pontificia Università Gregoriana con una tesi intitolata "Il pensiero filosofico di Miguel de Unamuno".
Dal 1982 fu docente di diverse discipline nella Facoltà di teologia "San Vicente Ferrer" di Valencia. Fu professore associato di storia della filosofia antica, storia della filosofia moderna e filosofia e fenomenologia della religione.
Collaborò con la delegazione diocesana del ministero della gioventù e, successivamente, con la delegazione diocesana per l'educazione e l'istruzione religiosa, dove ricoprì il ruolo di coordinatore dell'insegnamento religioso nella scuola e di direttore della Scuola diocesana per la formazione degli insegnanti di religione. Allo stesso tempo fu nominato collaboratore pastorale della parrocchia di Nostra Signora del Soccorso a Valencia, dove svolse il servizio pastorale fino alla sua ordinazione episcopale.
Per sei anni fu professore di filosofia presso la Fondazione universitaria CEU San Pablo di Valencia e professore, direttore degli studi e successivamente direttore della Scuola diocesana di pastorale dal 1988. Quando nel 1994 monsignor Agustín García-Gasco Vicente eresse l'Istituto diocesano di scienze religiose, lo nominò direttore dello stesso, ove insegnò teologia dogmatica.
Dal 1996 fu professore di antropologia filosofica nella sezione di Valencia del Pontificio istituto Giovanni Paolo II per studi su matrimonio e famiglia.
Nel 1999 monsignor Agustín García-Gasco Vicente lo nominò canonico e segretario del capitolo della cattedrale dell'Assunzione della Beata Vergine Maria a Valencia.
Nel 1988 divenne membro dell'associazione "Viaggia in Terra Santa con i religiosi francescani" e guida ufficiale della Terra santa, guidando più di cento pellegrinaggi nei Luoghi santi. Partecipò a numerosi incontri e simposi su dialogo tra cristianesimo ed ebraismo.

### Ministero episcopale
Il 17 novembre 2000 papa Giovanni Paolo II lo nominò vescovo ausiliare di Valencia e titolare di Tala. Ricevette l'ordinazione episcopale il 13 gennaio successivo nella cattedrale dell'Assunzione della Beata Vergine Maria per imposizione delle mani dell'arcivescovo metropolita di Valencia Agustín García-Gasco Vicente, co-consacranti il cardinale Ricardo María Carles Gordó, arcivescovo di Barcellona, e l'arcivescovo metropolita di Toledo Francisco Álvarez Martínez.
Il 9 luglio 2010 papa Benedetto XVI lo nominò vescovo di Palencia. Prese possesso della diocesi il 29 agosto successivo.
Nel febbraio del 2014 compì la visita ad limina.
Il 7 maggio 2015 papa Francesco lo nominò vescovo ausiliare di Valencia e titolare di Diano. Il 10 maggio presiedette la sua prima messa come vescovo ausiliare. Nel dicembre dello stesso anno è stato nominato vice rettore dell'Università Cattolica di Valencia San Vicente Mártir (UCV), diventando così membro del consiglio di amministrazione dell'ateneo.
Il 1º marzo 2021 lo stesso papa accettò la sua rinuncia all'ufficio di vescovo ausiliare per raggiunti limiti di età. Nel corso di un evento tenutosi presso il Palazzo Arcivescovile di Valencia, ha espresso la sua gratitudine alla diocesi per l'"aiuto e la sua comprensione" e ha chiarito che le sue dimissioni avevano solo "effetti giuridici, perché a livello personale avrebbe continuato ad essere Esteban per tutti". Come segno di riconoscimento gli fu donata una replica del Santo Calice della cattedrale di Valencia.
Dopo il pensionamento, si è dedicato alla formazione degli agenti pastorali presso l'Istituto diocesano di scienze religiose e alla direzione di esercizi spirituali. Continuò inoltre a esercitare il suo ministero pastorale presso la basilica della Vergine degli Abbandonati.
In seno alla Conferenza episcopale spagnola fu membro della commissione per le relazioni interconfessionali dal 2001 al 2005; della commissione per la pastorale dal 2005 al 2011; della commissione per l'apostolato secolare dal 2011 al 2014; della commissione per il clero dal 2014 al 2017, della sottocommissione per la pastorale universitaria dal 1999 al 2002, dal 2008 al 2011 e dal 2017 al 2020 e della commissione per la dottrina della fede dal marzo del 2020 alla morte. È stato anche responsabile del dipartimento per la pastorale dei sordi dal 2008 al 2011.
Scrisse numerosi articoli di filosofia e teologia delle religioni, pubblicati sulla rivista "Anales Valentinos" nel 1983, 1989, 1990, 1991 e 1999. Tra le sue pubblicazioni più note figurano l'audiolibro in sei volumi "Contenidos básicos de la fe Cristiana" (Valencia, 1994) e il libro "Creer es razonable. Introducción a la Filosofía y a la Fenomenología de la Religión" (Valencia, 1997) e Creación y evolución del universo (2024).
Morì a Valencia il 2 maggio 2025 all'età di 79 anni. Le esequie si tennero il 5 maggio alle ore 12 nella cattedrale dell'Assunzione della Beata Vergine Maria a Valencia e furono presiedute da monsignor Enrique Benavent Vidal, arcivescovo metropolita di Valencia. Al termine del rito fu sepolto nella chiesa di Nostra Signora del Soccorso nella stessa città. Il 7 dello stesso mese alle ore 20 monsignor Mikel Garciandía Goñi, vescovo di Palencia, presiedette una messa in suffragio nella cattedrale di Sant'Antonino a Palencia.

## Genealogia episcopale
La genealogia episcopale è:
- Cardinale Scipione Rebiba
- Cardinale Giulio Antonio Santori
- Cardinale Girolamo Bernerio, O.P.
- Arcivescovo Galeazzo Sanvitale
- Cardinale Ludovico Ludovisi
- Cardinale Luigi Caetani
- Cardinale Ulderico Carpegna
- Cardinale Paluzzo Paluzzi Altieri degli Albertoni
- Papa Benedetto XIII
- Papa Benedetto XIV
- Papa Clemente XIII
- Cardinale Marcantonio Colonna
- Cardinale Giacinto Sigismondo Gerdil, B.
- Cardinale Giulio Maria della Somaglia
- Cardinale Carlo Odescalchi, S.I.
- Cardinale Costantino Patrizi Naro
- Cardinale Serafino Vannutelli
- Cardinale Domenico Serafini, Cong. Subl. O.S.B.
- Cardinale Pietro Fumasoni Biondi
- Cardinale Antonio Riberi
- Cardinale Ángel Suquía Goicoechea
- Cardinale Agustín García-Gasco Vicente
- Vescovo Esteban Escudero Torres